# رومئو و ژولیت (نقاشی)

رومئو و ژولیت (۱۸۹۰) اثر نقاش انگلیسی فرانک دیکسی (۱۸۵۳ - ۱۹۲۸ میلادی)

رومئو و ژولیت را می‌توان مشهورترین اثر نقاش انگلیسی فرانک دیکسی (۱۸۵۳ - ۱۹۲۸ میلادی) دانست، اثری که در سال (۱۸۹۰) و در دوران افول ارزشهای عصر ویکتوریایی ثبت شده‌است.
دیکسی با این که یکی از منتقدین سر سخت مدرنیته هنری بود و جبهه‌گیری‌ها و سخنرانی‌هایش در مقام اعتراض به هنر مدرن بیش از آثارش به شهرت رسید، اما کارهایش وی را به عنوان رئیس آکادمی سلطنتی هنر بریتانیا، در معرض اتهام قدیمی و منسوخ بودن قرار داد.
وی همواره از هنر مدرن به عنوان ریشه گرایشاتی مضر و بیمارگونه نام می‌برد که بخشی از آن را به دلیل واکنشی عاجزانه در مقابل زیبایی مطلق و بخشی دیگر را به دلیل کم‌کاری ذاتی آثار مدرن هنری می‌دانست. به همین دلیل در اکثر آثار وی می‌توان رد پایی از تمایلات پِری-رافائِلیت (به انگلیسی: Pre-Raphaelite Brotherhood) در فضایی درام گونه را دید که به بهترین نحو، در رومئو و ژولیت ویلیام شکسپیر و در آن ایوان معروف به تصویر کشیده شده‌است.
این اثر هم‌اکنون در نگارخانه هنر شهر ساتهمپتون در انگلستان نگهداری می‌شود.